# 拉内尔
拉内尔（法語：Lanhères，法語發音：[lanɛʁ]）是法国默兹省的一个市镇，属于凡尔登区。

## 地理
拉内尔（49°12'21"N, 5°42'47"E）面积4.6 平方千米，位于法国大東部大區默兹省，该省份为法国西北部内陆省份，北与比利时接壤，西接马恩省和阿登省，南至上马恩省和孚日省，东临默尔特-摩泽尔省。
与拉内尔接壤的市镇（或旧市镇、城区）包括：贝尚、瓦夫尔地区班维尔、比济-达尔蒙、瓦夫尔地区鲁夫尔。

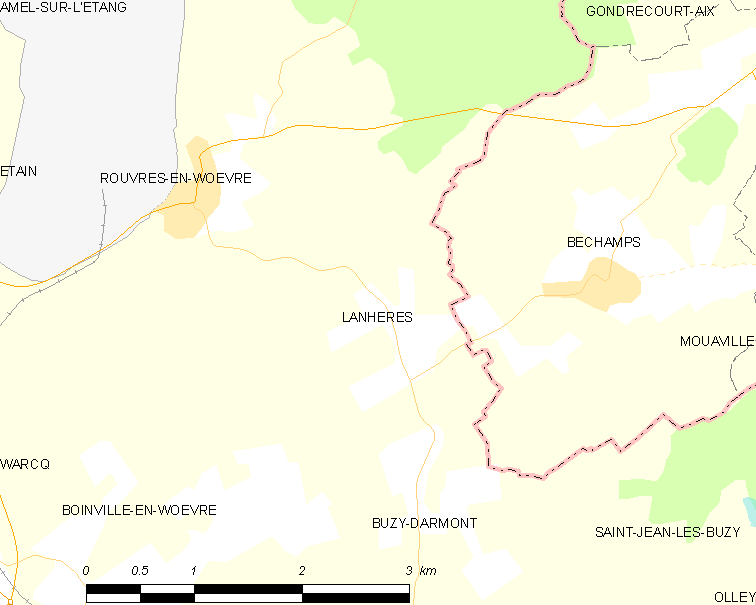
拉内尔的OSM定位图

拉内尔的时区为UTC+01:00、UTC+02:00（夏令时）。

## 行政
拉内尔的邮政编码为55400，INSEE市镇编码为55280。

## 政治
拉内尔所属的省级选区为布利尼县。

## 人口

1962-2008年间拉内尔人口变化图示

拉内尔于2022年1月1日时的人口数量为55人。